# Zemský soudce
Dvorský soudce, později zemský soudce (latinsky iudex curiae regiae, comes curialis, comes curialis minor, maďarsky udvar Bíró, ország Bíró / országbíró, slovensky krajinský sudca nebo dvorský sudca) byl jeden z nejvyšších zemských úředník v Uherském království, třetí nejvyšší (světský) hodnostářů po panovníkovi a palatinovi.

## Historie

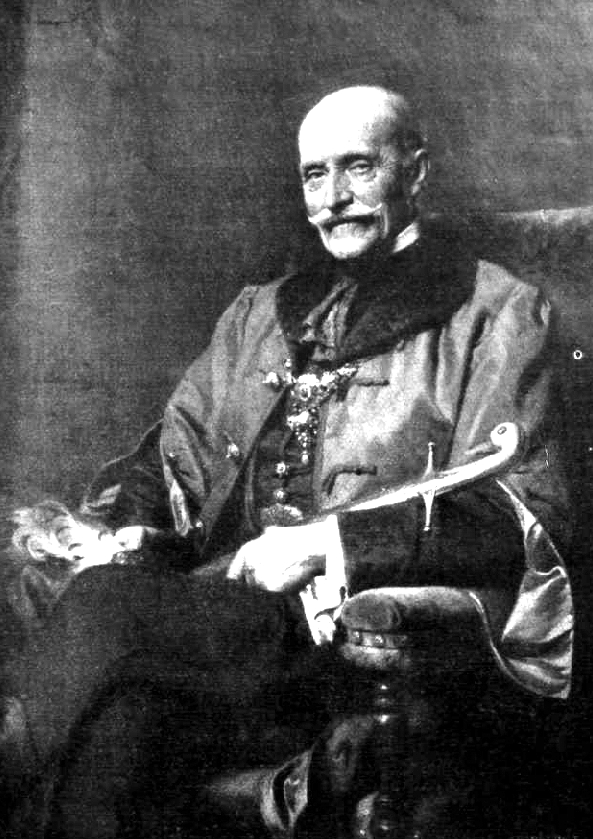
Aurél Dessewffy, poslední zemský soudce Uherského království

Dvorský soudce byl zástupce palatina v období, kdy se tento stal spolusoudcem krále (11. století). Kolem roku 1130 se poprvé objevuje označení curialis comes, pro úředníka který od palatina přebírá roli dohledu nad řízením královského dvora, kde měl právo zastupovat panovníka. Byl řádným soudcem královské kurie s vlastní pečetí. Měl právo soudit kohokoliv, s výjimkou privilegovaných královských měst a Židů. 
První uherským zemským soudcem byl jistý Julius (Gyula), který tento úřad vykonával v letech 1127–1131 za panování krále Štěpána II.
V průběhu 13. století se zemský soud proměnil na stálou instituci zastupující krále, tzv. soud královské přítomnosti (iudicium praesentiae região). Jeho soudní působnost byla omezena na královský dvůr. Od 13. století předsedal spolu s dvormistrem i tzv. čestnému rytířskému soudu.
Koncem 13. století si šlechta vymohla právo rozhodovat o obsazení této funkce. Postavení dvorského soudce se z roviny soukromoprávní přesunulo do roviny veřejnoprávní a od této doby lze hovořit již o zemském soudci. Podle zákonného článku 9 z roku 1290 bylo obsazení funkce zemského soudce králem vázáno na souhlas uherského zemského sněmu.
Zasedání soudu královské přítomnosti bývala stanovena na osmý den po určitém svátku, proto se nazývala soudní oktávy, oktavální soudy (iudicata octavalia). Do kompetence zemského soudce patřily všechny případy postoupené z nižších soudů, které však nebyly natolik závažné, aby je musel řešit palatin. 
Zemský soudce působil i za Habsburků, když do jeho kompetence patřily záležitosti šlechty. Působil i v orgánech veřejné správy: byl členem královské rady, v první polovině 16. století členem místodržitelské rady a v poslední třetině 17. století členem guberniální rady. 
Funkce zemského soudce zanikla po roce 1848.

## Dvorský a zemský soudce v jiných zemích
Dvorský nebo zemský úřad s obdobným názvem existoval i v jiných zemích, mnohdy však s jinými pravomocemi, např. nejvyšší zemský nebo nejvyšší dvorský sudí v Českém království a Moravském markrabství nebo zemský soudce v Polském království.